# Rain (conto)
"Rain" é um conto do escritor britânico W. Somerset Maugham. Foi publicado originalmente como "Miss Thompson" em edição de abril de 1921 da revista literária americana The Smart Set, e foi incluído na coleção de contos de Maugham The Trembling of a Leaf.
A história se passa em uma ilha do Pacífico: a determinação de um missionário em reformar uma prostituta leva à tragédia.

## Background

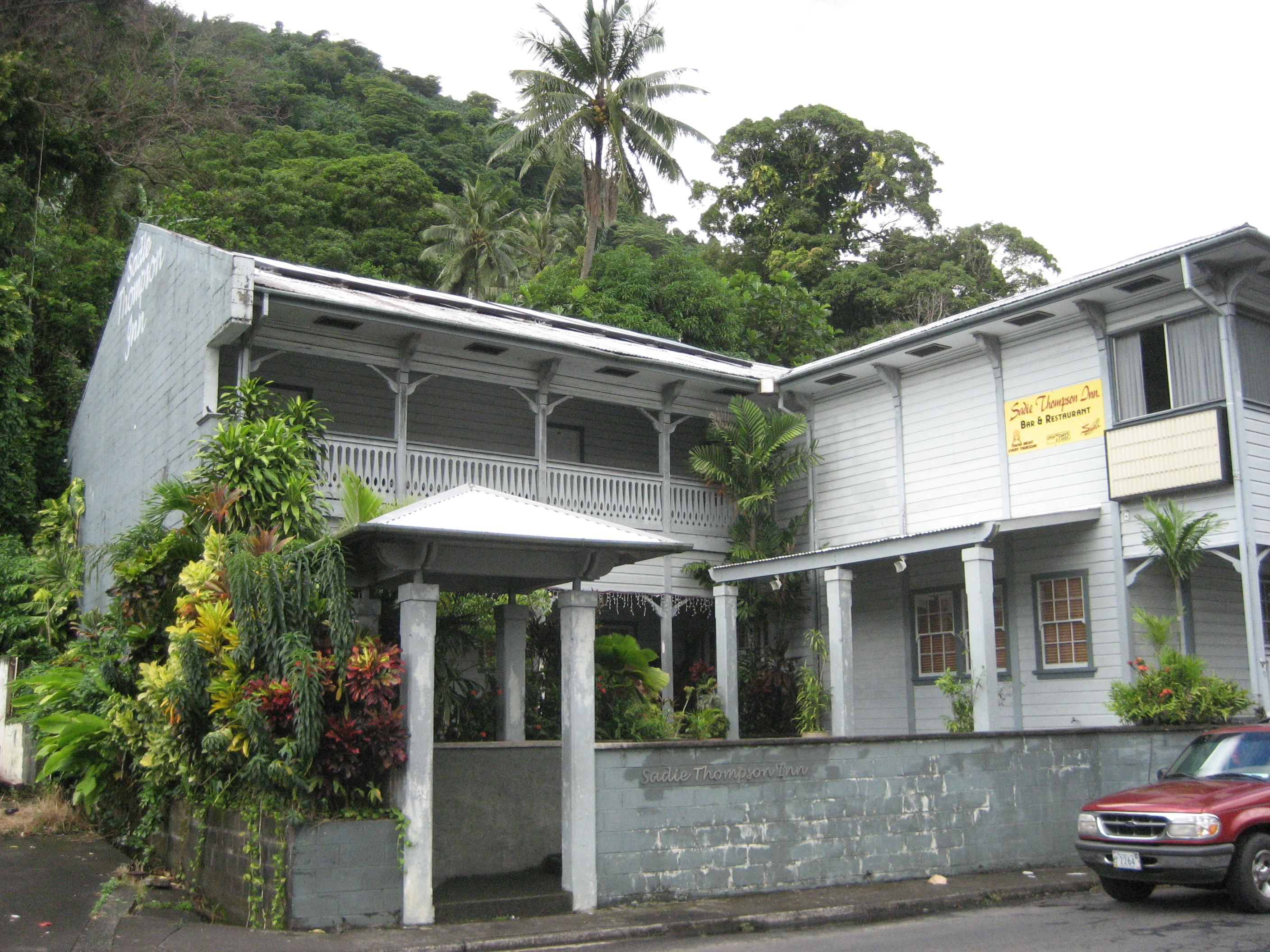
A casa de hóspedes onde, a partir de meados de dezembro de 1916, o autor W. Somerset Maugham residiu por seis semanas durante uma longa viagem pelas Ilhas do Mar do Sul é hoje chamada de Sadie Thompson Inn.

Em dezembro de 1916, durante uma viagem pelo Pacífico, Maugham e seu secretário/companheiro Gerald Haxton, no navio a vapor Sonoma, visitaram Pago Pago, a capital da Samoa Americana. Atrasados por uma inspeção de quarentena, Maugham, Haxton e outros se hospedaram lá. Outros passageiros do Sonoma incluíam uma "Senhorita Thompson" e um missionário médico e sua esposa, que foram modelos para os personagens de "Rain".
Perto de Pago Pago fica a Montanha Rainmaker, que dá ao Porto de Pago Pago uma precipitação excepcionalmente alta. Ele o chamou de “Chuva”, pois chovia continuamente durante sua visita a Pago Pago.

## Resumo

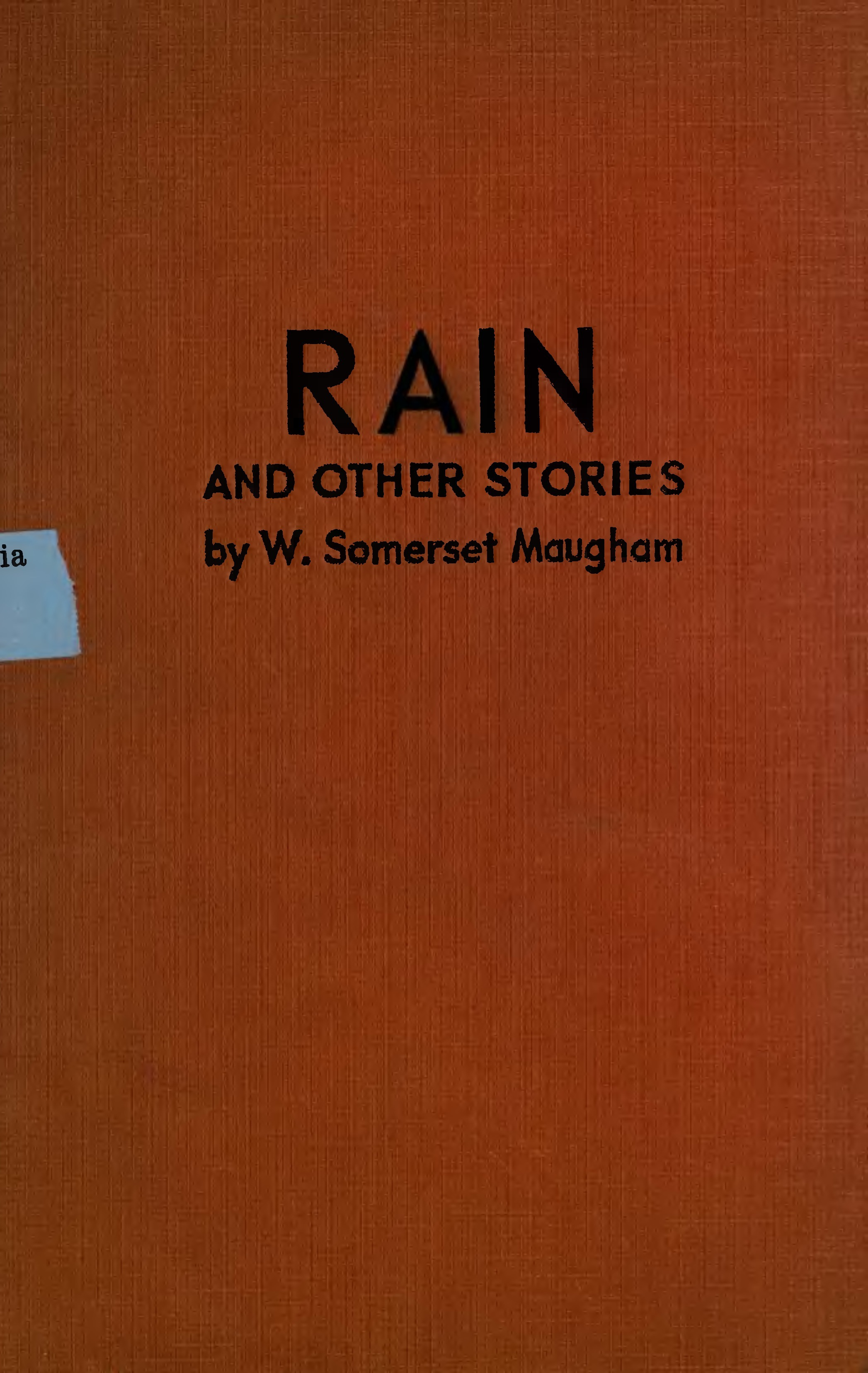
Capa da coleção Rain and other stories, Nova York, Grosset & Dunlap, 1921

A caminho de Apia, no Pacífico, um navio faz escala em Pago Pago. Os passageiros incluem o Dr. Macphail e sua esposa, e Davidson (um missionário) e sua esposa (a história é contada do ponto de vista de Macphail). Devido a uma epidemia de sarampo (uma doença grave entre os moradores locais) na ilha, o navio não pode partir até ter certeza de que nenhum membro da tripulação está infectado. Os Macphails e os Davidsons encontram alojamento com Horn, um comerciante na frente de batalha. Durante a maior parte da estadia, chove muito e eles acham isso insuportável. Macphail ouve de Davidson e sua esposa sobre a severidade do missionário em seu trabalho.
Também hospedada lá está a Srta. Thompson. Do seu quarto ouve-se o som de um gramofone e vozes masculinas. Eles se lembram que ela embarcou em Honolulu e provavelmente é de Iwelei, o distrito da luz vermelha de lá. Davidson está determinado a interromper suas atividades e tenta fazer com que Horn pare de recebê-la. Macphail acha que Davidson é
misteriosamente em ação. Ele teve a impressão de estar tecendo uma rede em volta da mulher, com cuidado, sistematicamente, e de repente, quando tudo estivesse pronto, puxaria as cordas com força.
Davidson vê o governador da ilha e pede que ele coloque a Srta. Thompson no próximo navio, que vai para São Francisco. O governador, ciente da influência dos missionários, não muda sua decisão quando Macphail o visita. A Srta. Thompson está perturbada, pois será enviada para a penitenciária se retornar a São Francisco. Davidson está frequentemente com a Srta. Thompson, a quem ele agora chama familiarmente de Sadie. Sua personalidade muda e ela aparentemente se arrepende. Davidson diz aos Macphails: "É um verdadeiro renascimento. Sua alma, que era negra como a noite, agora é pura e branca... O dia todo eu rezo com ela..."
Poucos dias depois, o corpo de Davidson é encontrado na praia; ele cortou a garganta com uma navalha. Macphail não entende o que aconteceu até que, retornando ao seu alojamento, ele descobre que Sadie Thompson mudou repentinamente de volta para "a rainha exibicionista que eles conheceram no início". Ela irrompe em "uma risada alta e zombeteira" para a Sra. Davidson e os Macphails, e diz a Macphail: "Vocês, homens! Seus porcos imundos e sujos! Vocês são todos iguais, todos vocês."

## Adaptações
A história foi a base de uma série de adaptações.
- Rain (1922), uma peça de John Colton e Clemence Randolph. Teve 608 apresentações, de 7 de novembro de 1922 a 31 de maio de  1924, em New York no Maxine Elliott Theatre, estrelando Jeanne Eagels.[9]
- Sadie Thompson (1928), um filme mudo estrelado por Gloria Swanson.
- Rain (1932), filme estrelado por Joan Crawford.
- Sadie Thompson (1944), uma peça de dois atos e três cenas estrelada por June Havoc na Broadway.
- Miss Sadie Thompson (1953), filme estrelado por Rita Hayworth.
- Sadie (1980), um filme pornográfico dirigido por Bob Chinn.[10]
- Rain (1997), uma ópera de Richard Owen.[11]